# Al-Nayrizi
Abū l-‘Abbās al-Faḍl ibn Ḥātim al-Nairīzī (en arabe : أبو العباس الفضل بن حاتم النيريزي, latin : Anaritius, Nazirius), né en 865 et mort en 922, est un mathématicien et astronome persan de Nayriz, dans la province du Fars, en Iran.

## Œuvre
Il a prospéré sous Al-Mutadid, calife de 892 à 902, et compilé des tables astronomiques, écrivant un livre pour al-Mu''tadid sur les phénomènes atmosphériques.
Nayrizi a écrit des commentaires sur Ptolémée et Euclide. Ces derniers ont été traduits par Gérard de Crémone. Nairizi a utilisé la soi-disant umbra (versa), l'équivalent de la tangente, comme une ligne trigonométrique véritable (mais il a été précédé en cela par al-Marwazi).
Il a écrit un traité sur l'astrolabe sphérique, lequel est très élaboré et semble être le meilleur ouvrage persan sur le sujet. Il est divisé en quatre livres:
1. Introduction historique et critique.
2. Description de l'astrolabe sphérique; sa supériorité sur les astrolabes plans et tous les autres instruments astronomiques.
3. Applications.
4. Applications.

Il a donné une preuve du théorème de Pythagore à l'aide du carrelage de Pythagore.
Ibn al-Nadim mentionne Nayrizi comme un astronome distingué avec huit œuvres de celui-ci énumérés dans son livre al-Fihrist.

## Sources

### Sources primaires
- Le texte (fragmentaire) du commentaire de Nairizi sur Euclide I. Scans PDF de l'édition du Codex Leidensis 399 (en arabe classique)